# Nadhmi Auchi
Nadhmi Shakir Auchi (* 11. Juni 1937 in Bagdad, Irak) ist ein britischer Geschäftsmann. Sein Vermögen betrug 1,995 Milliarden £ im Jahre 2007.
In den 1970ern erwirtschaftete er sich mit der Verwaltung von Geldern aus der Erdölbranche sein Vermögen. Als Saddam Hussein 1979 an die Macht kam, trat Auchi die Flucht nach Großbritannien an und nahm auch deren Staatsbürgerschaft an.
Im Jahre 2003 erhielt er zwei Jahre Gefängnisstrafe auf Bewährung sowie eine Geldstrafe in den Gerichtsverfahren zum Skandal um Elf Aquitaine.